# Bethioua
Bethioua (în arabă بـَـطـِّـيـوَة) este o comună din provincia Oran, Algeria.
Populația comunei este de 18.215 locuitori (2009).